# Top Dawg Entertainment
Top Dawg Entertainment (TDE) este o casă de discuri independentă fondată în 2004, de directorul general (CEO) Anthony "Top Dawg" Tiffith. Dave "Miyatola" Free și Terrence "Punch" Henderson sunt co-președinți ai TDE. În prezent, există șapte artiști sub egida casei de discuri, SZA, Isaiah Rashad, Lance Skiiiwalker și artiștii principali, membrii Black Hippy Kendrick Lamar, Jay Rock, Schoolboy Q și Ab-Soul. Casa de discuri găzduiește, de asemenea, o echipă de producție, din care fac parte Digi+Phonics, THC și King Blue. Artiștii sunt distribuiți prin Interscope Records.

## Artiști
| Artist            | Anul semnării | Lansări sub casa de discuri |
| ----------------- | ------------- | --------------------------- |
| Jay Rock          | 2005          | 2                           |
| Kendrick Lamar    | 2005          | 4                           |
| Ab-Soul           | 2007          | 3                           |
| ScHoolboy Q       | 2009          | 4                           |
| Black Hippy       | 2009          | —                           |
| Isaiah Rashad     | 2013          | 2                           |
| SZA               | 2013          | 1                           |
| Lance Skiiiwalker | 2016          | 1                           |

## Discografie
Discografia Top Dawg Entertainment, constă în 13 albume de studio, un album compilație, trei extended play-uri (EP), 19 mixtapeuri, 21 singleuri și 81 videoclipuri. În total, casa de discuri a vândut mai mult de trei milioane de albume doar în Statele Unite.